# Képzési program
A képzési program az a dokumentum, amely rögzíti egy adott képzés célját, a céllal összefüggésben a bemeneti és kimeneti szinteket, a két szint közötti képzési folyamat megvalósulásának feltételeit és a képzési cél elérésének azonosítási módját, a számonkérés rendszerét.

## Jogszabályi hátterek
A felsőoktatásról szóló törvény szerint a képzési program: az intézmény komplex képzési dokumentuma, amely
- a) az alap- és mesterszak, valamint a szakirányú továbbképzési szak részletes képzési és tanulmányi követelményeit,
- b) felsőfokú szakképzésben a szakképzési programot, továbbá
- c) a doktori képzés tervét

tartalmazza, a képzés részletes szabályaival, így különösen a tantervvel, illetve az oktatási programmal és a tantárgyi programokkal, valamint az értékelési és ellenőrzési módszerekkel, eljárásokkal és szabályokkal együtt.
A felsőoktatási intézményben a képzés képzési program alapján folyik. A képzési program a szenátus általi elfogadással válik érvényessé. A képzési program részeként a tantervet alap- és mesterképzésben a miniszter által kiadott képzési és kimeneti követelmények alapján, szakirányú továbbképzésben szabadon készíti el a felsőoktatási intézmény. A felsőfokú szakképzés a felsőoktatási intézmény által készített és a szenátus által elfogadott szakképzési program szerint folyik. A szakképzési program az Országos Képzési Jegyzékben meghatározott felsőfokú szakképzésre készíthető, a szakképesítésért felelős miniszter által kiadott szakmai és vizsgakövetelmények alapján. A szakképzési program tartalmazza a megegyező tartalmú szakképzésben elsajátított ismeretek beszámításának lehetőségét, továbbá a felsőfokú szakképzésben szerzett krediteknek az azonos képzési területhez tartozó alapképzésbe való beszámítását.
A felnőttképzésről szóló törvény szerint felnőttképzést csak képzési program alapján lehet folytatni.
A képzési program tartalmazza:
- a) a képzés során megszerezhető kompetenciát,
- b) a képzésbe való bekapcsolódás és részvétel feltételeit,
- c) a tervezett képzési időt,
- d) a képzés formáit (egyéni felkészülés, csoportos képzés, távoktatás),
- e) a tananyag egységeit (moduljait), azok célját, tartalmát, terjedelmét, a tananyagegységekhez rendelt elméleti és gyakorlati óraszámot,
- f) a maximális csoportlétszámot,
- g) a képzésben részt vevő teljesítményét értékelő rendszer leírását,
- h) a képzésről, illetve a képzés egyes egységeinek (moduljainak) elvégzéséről szóló igazolás kiadásának feltételeit,
- i) a képzési program végrehajtásához szükséges személyi és tárgyi feltételeket, ezek biztosításának módját.

Az OKJ szerinti szakképesítés megszerzésére irányuló, valamint az akkreditált képzési program felépítése moduláris szerkezetű.

## Történeti áttekintés
A történeti visszatekintés kezdőpontjának kijelölésében szükségszerű határvonalat jelent az 1978-as tanterv (és annak közvetlen politikai előtörténete), mivel köztudomásúan ez a legrégebbi, ma is érvényben lévő tartalmi szabályozási dokumentum.
A tartalmi szabályozás rendszerének átformálása a hat év alatt elkészült, magtanterv jellegű Nemzeti alaptanterv megjelenésével indul el, amely az 1978-ban bevezetett, a tananyagot részletesen előíró központi tantervet váltotta föl. 
A nyolcvanas-kilencvenes években bekövetkező társadalmi-politikai változások új helyzetet teremtettek és megteremtődött annak lehetősége is, hogy egységes, átfogó képzési program alakuljon ki, amelyet jelentős politikai erők és nemzetközi kitekintéssel, kapcsolatokkal rendelkező magas presztízsű képzőintézmények (így pl. az ELTE) ösztönöztek.
Ezzel együtt a szabályozás kétpólusú lett, mivel a Nemzeti alaptanterv bevezetése során az oktatási-nevelési intézményeknek 1998-ra ki kellett dolgozniuk saját pedagógiai programjukat és – ennek részeként – helyi tantervüket is. 1999-ben az egy  éve hivatalban lévő oktatási kormányzat olyan kerettantervek bevezetéséről döntött, amelyek újra meghatározták a  tartalom 80%-át, ezzel megint a centralizáció felé irányítva a tartalmi szabályozást, majd 2002-ben, az újabb kormányváltás után sor került a Nemzeti alaptanterv – törvény által előírt – felülvizsgálatára. 
Magyarországon 2003-ban történt meg az 1995. évi – a 130/1995. (X. 26.) Kormányrendeletben meghatározott – Nemzeti Alaptanterv felülvizsgálata. A NAT 2003 kiadásáról, bevezetéséről és alkalmazásáról a 243/2003. (XII. 17.) Kormányrendelet rendelkezett. E rendelet egyúttal körvonalazta a tartalmi szabályozás új rendszerét is, mely fokozatosan háromszintűvé válik. A Nemzeti Alaptanterv (a core curriculum) és a helyi tantervek (local curriculumok) közé ékelődik be – választható, adaptálható alternatívákat felvonultatva – a kerettantervek és az oktatási programcsomagok (Göncöl és Vass, 2004) kínálata. 
Az Európai Unióhoz való csatlakozással összefüggésben szabályozta  a hallgatók munkafeltételeit, az intézményi szolgáltatások körét, a felsőfokú tanulmányok hazai és külföldi támogatását, illetve a külföldi felsőoktatási intézmények magyarországi működését, a magyar intézmények külföldi intézményekkel való együttműködését, valamint a közös képzési programok indítását.

### Nemzetközi kitekintés
Bizonyos országokban a nemzeti felsőoktatási rendszer jelentős hányada olyan szintű és olyan jellegű képzési programokat tud nyújtani, amelyek a nemzeti kereteken túl is értékesíthetők és az adott országnak növekvő bevételt biztosítanak.
A 20. század második felében az európai felsőoktatási rendszerekben bekövetkezett változások között kiemelt figyelmet érdemel a differenciálódás, diverzifikálódás, ami jórészt a nagy hallgatói létszámexpanzió következményének tekinthet. Ez a hallgatók társadalmi
összetételében, motivációiban, el képzettségében, élethelyzetében, a munkaerő piac igényeiben, a társadalmi elvárásokban egyaránt megnyilvánult. A kihívásra a felsőoktatás több tekintetben reagált: az intézményhálózat, az intézmények szakmai profilja, vállalt
küldetése, a képzési programok jellege heterogénné vált.
A sokszor példának tekintett amerikai felsőoktatás – más történelmi körülmények között, központi állami szerepvállalás és irányítás hiányában – eleve differenciált rendszerként épült ki.

## Kidolgozottságának lehetséges szintjei
A képzési programok kidolgozása három szinten történhet.
1. Sillabusz, amely a képzés megvalósításával kapcsolatban csak a leglényegesebb információkat tartalmazza, az egyes tartalmi elemeket jellemzően felsorolásszerűen rögzíti.[1]
2. Program, amely a képzés megvalósításával kapcsolatban minden lehetséges információt rögzít, azonban az egyes tartalmak analitikus kifejtése erre a programalkotási szintre nem jellemző, illetve ha meg is jelenik ez a tartalmi mélység, annak más szempontokhoz való kapcsolódása nem fejeződik ki a programban (pl. részletesen kidolgozott tartalomhoz nem kerül hozzárendelésre, hogy az adott tartalom mely módszerrel kerül feldolgozásra, illetve mely tananyag segítségével történik az adott ismeretelem elsajátítása).[1]
3. Curriculum, amely a képzés megvalósításával kapcsolatban minden lehetséges információt rögzít, az egyes tartalmi elemek analitikus mélységben kidolgozottak, a képzés tartalma tematika szinten kifejtésre kerül, s a legkisebb tematikus egységekre lebontva kidolgozottak a képzés megvalósításának személyi és tárgyi feltételei, a megvalósítás módszerei, a képzési tartalmak elsajátításához szükséges tananyag és minden olyan feltétel, amely a képzés megvalósítását befolyásolja.[1]

Amennyiben valamely felnőttképzést folytató intézmény a felnőttképzési törvény tartalmi elvárásainak megfelelően dolgozza ki képzési programját, s az elvárt tartalmi elemeket a lehető legtömörebben igyekszik meghatározni, úgy sillabusz szinten kidolgozott képzési
programot alkot. Ez lényegében a képzési tájékoztatóhoz hasonló kidolgozottságot jelent. Az akkreditált képzési program – az elvárt tartalmi elemek terjedelme és elvárt kidolgozottsága alapján – a „program” szintű kidolgozottságot képviseli, amely mélységében
lehet részletesen kidolgozott, azonban az egyes résztartalmak más résztartalmakkal nincsenek egyértelműen társítva. Pl. hogy mely követelmény teljesítését mely ismeret birtoklása teszi lehetségessé, vagy mely ismeret elsajátítására mennyi időt szán a képző a képzés (vagy a programmodul) teljes időtartamán belül.